# Henry S. Geyer

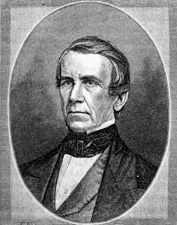
Henry S. Geyer

Henry Sheffie Geyer (* 9. Dezember 1790 in Frederick, Maryland; † 5. März 1859 in St. Louis) war ein US-amerikanischer Politiker der United States Whig Party, der den Bundesstaat Missouri im US-Senat vertrat.
Als Junge erhielt Henry Geyer Privatunterricht. Er studierte die Rechte und wurde 1811 in die Anwaltskammer aufgenommen, woraufhin er in seinem Geburtsort Frederick zu praktizieren begann. Während des Britisch-Amerikanischen Krieges diente er von 1813 bis 1815 als Oberleutnant im 36. Infanterieregiment aus Maryland.
Nach seinem Abschied aus der Armee ließ er sich in St. Louis nieder und arbeitete dort wieder als Anwalt. 1818 begann Geyer sich auch politisch zu betätigen, als er Mitglied der Legislative des Missouri-Territoriums wurde; zwei Jahre darauf gehörte er dem Verfassungskonvent von Missouri an. Schließlich wurde er 1820 ins Repräsentantenhaus von Missouri gewählt, wo er bis 1824 verblieb; eine weitere Amtsperiode schloss sich von 1834 bis 1835 an, wobei er insgesamt zweimal als Speaker der Parlamentskammer fungierte. 1850 bot ihm US-Präsident Millard Fillmore das Amt des Kriegsministers an, doch er lehnte ab.
Geyer gehörte den Whigs an, wobei die Partei sich bereits im Zerfall befand, als 1850 seine Wahl in den US-Senat erfolgte. Nach dem Ende seiner Amtszeit schied er am 3. März 1857 aus dem Kongress aus; er stellte sich nicht zur Wiederwahl.
Drei Tage nach dem Ende seiner Senatslaufbahn wurde das Urteil im vor dem US Supreme Court verhandelten Fall Dred Scott v. Sandford verkündet; Geyer hatte dabei die Interessen des angeklagten Sklavenhalters John Sanford vertreten. Das Gericht entschied zu Sanfords Gunsten, was nach Ansicht vieler Historiker einer der Auslöser für den Amerikanischen Bürgerkrieg war. Henry Geyer starb noch vor dessen Ausbruch im Jahr 1859. Später wurde die Geyer Street in St. Louis nach ihm benannt.